# ایستگاه ترمینال داخلی فرودگاه هاندا
ایستگاه ترمینال داخلی فرودگاه هاندا (به ژاپنی: 羽田空港国内線ターミナル駅 Haneda-kūkō Kokunaisen Tāminaru eki) یک ایستگاه راه‌آهن وابسته به خط ایرپورت کیکیو در اوتا-کو، توکیو است که توسط خط ایرپورت کیکیو اداره می‌شود. این ایستگاه در زیر فرودگاه هانه‌دا قرار دارد.